# الفتوحات الأفشارية في الخليج العربي وعمان

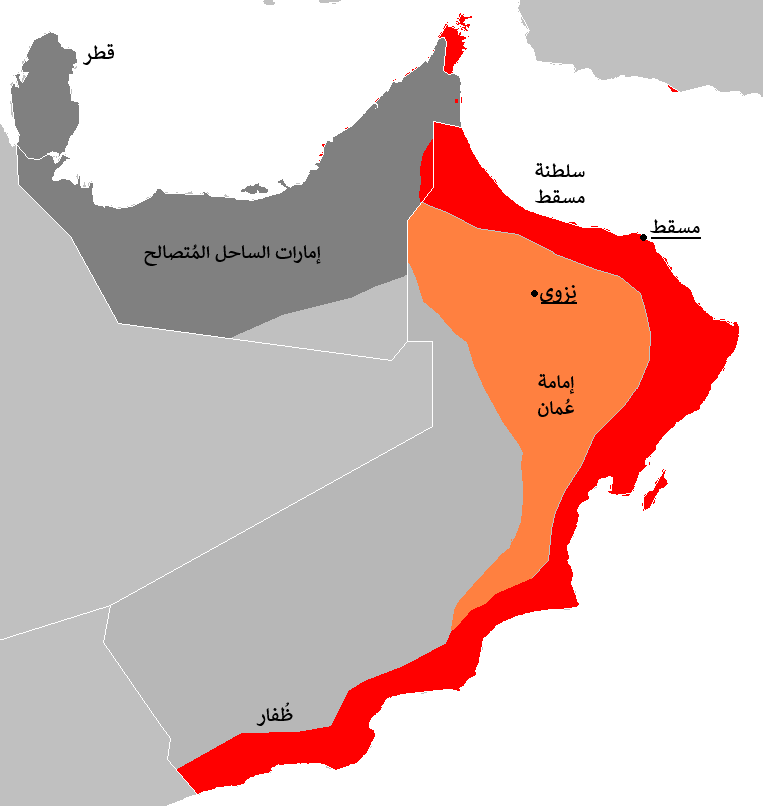
خريطة سلطنة مسقط وإمامة عمان.

الفتوحات الأفشارية في الخليج العربي وعمان مشروع إمبراطوري من قبل الإمبراطورية الفارسية التي يحكمها نادر شاه لإقامة فارس كقوة مهيمنة في الخليج العربي والمناطق المحيطة به. كانت الحملات العديدة التي أجريت في البداية ناجحة للغاية وحققت عددا كبيرا من الأهداف ولكن تمرد الأدميرال في الجيش الفارسي المعين من قبل نادر شاه وهو محمد تقي خان أدى إلى أن يعيث فسادا بين عدد كبير من الأنظمة السياسية الحاكمة في منطقة الخليج العربي التي كانت تحت السيطرة الفارسية وحتى بعد الهزيمة والقبض على محمد تقي خان فإن الإمبراطورية الفارسية كانت تمر بفترة مضطربة من الصراع المدني الذي لا يهدأ وحرب داخلية بسبب حكم نادر الوحشي بشكل متزايد مما أدى إلى انهيار الإمبراطورية في أعقاب اغتياله وضياع العديد من الفتوحات في المنطقة.